# Brylowo (dieriewnia w rejonie kuwszynowskim)
Brylowo (ros. Брылёво) – wieś (dieriewnia) w Rosji, w obwodzie twerskim, w rejonie kuwszynowskim. W 2010 liczyła 24 mieszkańców.